# Jánossomorja
Jánossomorja est une ville et une commune du comitat de Győr-Moson-Sopron en Hongrie, résultant de la fusion en 1970 des communes de Pusztasomorja et de Mosonszentjános, cette dernière ayant elle-même absorbé la commune de Mosonszentpéter en 1950.